# Embleton (Northumberland)
Pour les articles homonymes, voir Embleton (homonymie).
Embleton est un village du comté de Northumberland, dans le nord-est de l'Angleterre.
Il comptait 699 habitants en 2001.
Embleton est le village natal de William Thomas Stead.